# Сталіно (Тверська область)
Сталіно (рос. Сталино) — присілок в Калязінському районі Тверської області Російської Федерації.
Населення становить 24 особи. Входить до складу муніципального утворення Старобісловське сільське поселення.

## Історія
Від 2005 року входило до складу муніципального утворення Старобісловське сільське поселення.

## Населення
| 1859 | 1888 | 2002 | 2010 |
| ---- | ---- | ---- | ---- |
| 256  | ↗278 | ↘41  | ↘24  |